# Ricaud (Aude)
Ricaud – miejscowość i gmina we Francji, w regionie Oksytania, w departamencie Aude. Przez miejscowość przepływa rzeka Fresquel. 
Według danych na rok 1990 gminę zamieszkiwało 245 osób, a gęstość zaludnienia wynosiła 41 osób/km² (wśród 1545 gmin Langwedocji-Roussillon Ricaud plasuje się na 671. miejscu pod względem liczby ludności, natomiast pod względem powierzchni na miejscu 968.).